# الفساد في جمهورية أيرلندا
يصنف مؤشر مدركات الفساد في منظمة الشفافية الدولية في عام 2017 البلد في المرتبة التاسعة عشرة من بين 180 دولة. كان الفساد السياسي خلال السنوات التي سبقت النمر السلتي (1995- 2007) في أسوأ حالاته مع وجود العديد من السياسيين المشتبه في تورطهم بقضايا الفساد، بينما كان الفساد المالي في ذروته خلال سنوات النمر السلتي. وقعت أيرلندا على اتفاقية الأمم المتحدة لمكافحة الفساد في عام 2003، وصدقت عليها في 11 نوفمبر من عام 2011.

## السياسات

### قبل التقسيم
تميزت قوانين الاتحاد (1800)، التي رأت أن مملكة أيرلندا قد أصبحت جزءًا من المملكة المتحدة لبريطانيا العظمى وأيرلندا، بالرشوة على نطاق لم يسبق له مثيل في أيرلندا. حرض تفضيل الألقاب والأراضي أعضاء البرلمان الإيرلندي للتصويت على استبعادها.
وقعت السياسة المحلية في أيرلندا في القرن التاسع عشر تحت سيطرة المجالس المحلية القومية أو النقابية الإيرلندية. وكان كلاهما معروفًا بالفساد الذي تفوق على ذاك الذي ساد في بريطانيا.

### 1900- 1940
أُسست الدولة الإيرلندية الحرة كدولة مستقلة في عام 1922. لكنه كان من المتوقع في عشرينيات القرن الماضي أن يسدد السياسيون تكلفة الوجبات ونام البعض في مكاتبهم بسب إطلاق النار في الخارج.
حدثت إحدى أكبر حالات الفساد في أيرلندا في مقاطعة ويكلاو، التي سُميت باسم تحقيق ذهب ويكلاو، وتضمنت توزيع رخص المناجم في عام 1935. منح وزير الصناعة والتجارة آنذاك شان ليماس، رخصة منجم لكل من السياسيين مايكل كومين وبوب بريسكو. غطت هذه الرخص مساحة 2992 فدانًا في ويكلاو. أجّر كلاهما الأرض لشركة مناجم بريطانية مقابل 12000 جنيه إسترليني وملكية أي ذهب يُعثر عليه. أُجري تحقيق بناءً على ادعاء باتريك ماكغيليجان من حزب كومان ناغيدال بأن ليماس فضّل أعضاء حزب فيانا فايل السياسي. برّء التحقيق ليماس كونه لم يستفد ماليًا من ذلك.

### 1940- 1960
أُقيمت محكمة أخرى في عام 1943 بعد مزاعم تفيد بأن المعلومات المقدمة مسبقًا قد أُتيحت بصورة انتقائية عند دمج السكك الحديدية الجنوبية الكبرى مع شركة دبلن للنقل الموحد لتشكيل نظام نقل إيرين، ما أتاح لحملة الأسهم تحقيق أرباح هائلة. كُشف في المحكمة الجنائية الدولية أن العديد من الأشخاص كانوا قد أُطلعوا على هذه الخطة قبل أن تُطرح على الجمهور، وهذا ما عُرف باسم التداول من الداخل. كان من بين المنظمات والأشخاص الذين كانوا على دراية بهذا الدمج بنك أيرلندا والهيئة التمثيلية لكنيسة أيرلندا ورئيس أساقفة دبلن، جون تشارلز مكويد. وجدت المحكمة أنهم حققوا مكاسب مالية من هذا النشاط، ولكن لم تُتخذ أي إجراءات ضد أي من منتهكي القانون. يوضح هذا أيضًا مقدار القوة التي تمتعت بها الكنيسة الكاثوليكية في أيرلندا في تلك الأيام، وكانت منظماتها من بين المنظمات القليلة التي اختيرت للإخبار عنها.
حدثت الفضيحة الرئيسية التالية في عام 1946 عندما قدم منافس الدائرة الانتخابية الدكتور باتريك ماكارفيل ادعاءات ضد الدكتور فرانسيس وارد، السياسي البارز من موناغان والحاصل على ترخيص لإنتاج الخنازير من وزارة شان ليماس:
- إقالة نجل الدكتور باتريك مكارفيل من مصنعه للحوم وتعيين ابنه مكانه.
- اختلاس 12000 جنيه إسترليني من حساب شركته.
- استمر في تقاضي راتبه كطبيب محلي على الرغم من استبداله.
- استخدم وارد المال العام لإنشاء قاعة حزب فيانا فايل على أرضه.

وُجد أثناء التحقيق أن جميع الادعاءات الموجهة ضده كاذبة، لكنه كان مذنبًا بالتهرب الضريبي. استقال وارد عند الإعلان عن ذلك ليصبح أول سياسي في الولاية يستقيل بسبب أخطاء شخصية.
حدثت آخر قضية فساد كبيرة في أربعينيات القرن الماضي في عام 1947 عندما استدعيت المحكمة للنظر في بيع مصنع لوك للتقطير في كيلبيغان، مقاطعة ميث. جذبت عملية البيع هذه الكثير من الاهتمام في ذلك الوقت بسبب النقص العالمي في الويسكي، ولكن مع امتلاكه للعديد من المخازن، اهتمت العديد من النقابات الأجنبية به. اتهم أوليفر جاي. فلاناغانن -وهو سياسي من ليش- التاوسيش في ذلك الوقت إيمون دي فاليرا وشان ليماس ووزير العدل جيرالد بولاند بالمحاباة السياسية وإساءة استخدام السلطة المتعلقة بالبيع. استمرت المحكمة لمدة 18 يومًا معظمها لمحاولة تفكيك مزاعم فلاناغان. بدأ تحقيق في مصداقية فلاناغان بعد أن أُسقطت الادعاءات، وتبين أنه كذب عمدًا في الأدلة خلال التحقيق.

### 1960- 1980
كان من السهل نسبيًا قبل الستينيات الحصول على إذن بالتخطيط، لكن تغير ذلك في عام 1963 عندما أُقر قانون التخطيط شديد التقييد. وضع هذا سلطات استثنائية في أيدي المسؤولين المعنيين حديثًا. منذ بدء هذا العمل، أُلقي اللوم عليه باعتباره العامل الرئيسي في تصاعد الفساد الأيرلندي في السنوات التالية. ثبت ذلك في السنوات القليلة التالية عندما حصل تشارلي هاوجي، وزير المالية وليام لولور نائب في مجلس أيرلندا من منطقة لوكان، على إذن تخطيط لعقارات سكنية ضخمة على الأراضي التي يملكونها.
حاول تقرير كيني في عام 1974 وضع حدِّ فعّال لمضاربات الأراضي من خلال تأميم جميع أراضي البناء، وفرض ضريبة على مكاسب رأس المال في أي ربح يُحصل عليه من التصرف في الأراضي، ووضع رسوم طوابع عالية على نقل أي أرض مناسبة للبناء، إلا أن فيانا فايل، أي الحكومة في ذلك الوقت رفضت قبول أي منها، أو أي من التوصيات التسع الأخرى التي قُدمت في التقرير، لأنها كانت ضد مصالحها.
هناك محكمة فساد أخرى في عام 1975، تتعلق بجيمس تولي، عضو حزب العمال من مجلس أيرلندا في مقاطعة ميث. كان السيد تولي، وزير الحكومة المحلية في ذلك الوقت، موضعًا للكثير من الشك فيما يتعلق بالعديد من قرارات التخطيط التي اتُخذت باسمه. سُميت هذه القرارات «أُذونات تولي» وتعارضت تمامًا مع القواعد المتعلقة بالتخطيط السليم. اتُهم تولي في العام السابق بـ «التوليمانديرية» وهي عبارة عن إقلاع عن الجيريماندرية، التي تتضمن إعادة ترتيب الحدود الانتخابية لصالح حزب سياسي معين. أُنشئت هذه المحكمة للتحقيق في هذه الأمور وأيضًا بسبب علاقته غير المناسبة مع مقاول البناء، بوبي فاريلي. حصل تولي على براءته من أي مخالفات مع انتهاء المحاكمة.